# Eltonella usitata
Eltonella usitata – gatunek roztocza z kohorty Trombidiformes i rodziny Trombiculidae.
Gatunek ten został opisany w 1965 roku przez Jamesa M. Brennana jako Trombicula usitata. Do rodzaju Eltonella przeniesiony został w 2006 roku przez Milana Daniela i Aleksandra Stekolnikowa.
Idiosoma z dwoma parami oczu, 40 szczecinkami po stronie grzbietowej i 60 po stronie brzusznej. W pierwszym rzędzie zabarkowym leży 6 szczecinek. Szczecinki sternalne obecne w liczbie dwóch przednich i dwóch tylnych. Scutum nieco węższe niż u E. macroti.
Gatunek znany z Teksasu, kubańskiej prowincji Sancti Spíritus i wyspy Curaçao. Żywicielem larw są liścionos kubański i straszak jaskiniowy.